# Parábola de la perla de gran valor

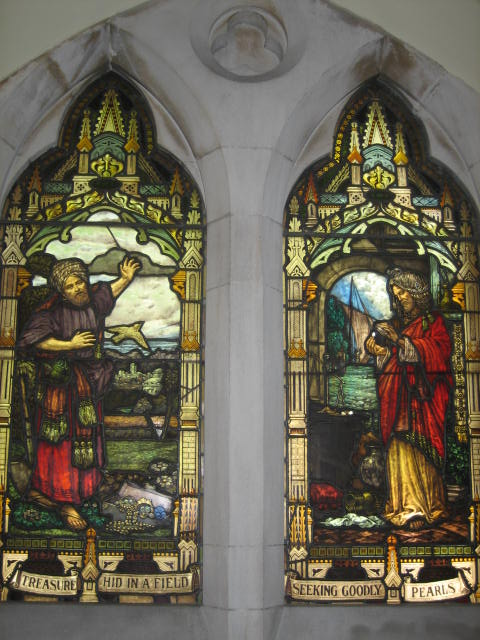
La Parábola del Tesoro Escondido (izquierda) junto con la Parábola de la Perla (derecha) en una vidriera en la Iglesia de los Escoceses, Melbourne.

La Parábola de la perla, también llamada la Perla de gran valor, es una de las parábolas de Jesús. Aparece en el  Evangelio de San Mateo e ilustra el gran valor del Reino de los Cielos.
Esta es la penúltima parábola de Mateo 13, que viene justo antes de la Parábola de la red barredera. Sigue inmediatamente a la Parábola del tesoro escondido, que tiene un tema similar. No aparece en los otros evangelios sinópticos, pero una versión de esta parábola sí aparece en el Evangelio de Tomás no canónico, apartado 76. La parábola ha sido representada por artistas como Domenico Fetti.
La parábola dice lo siguiente:

 También el reino de los cielos es semejante a un comerciante que buscaba buenas perlas: El cual, habiendo hallado una perla de gran precio, fue y vendió todo lo que tenía, y la compró.Mateo 13:45-46, King James Version

## Interpretación

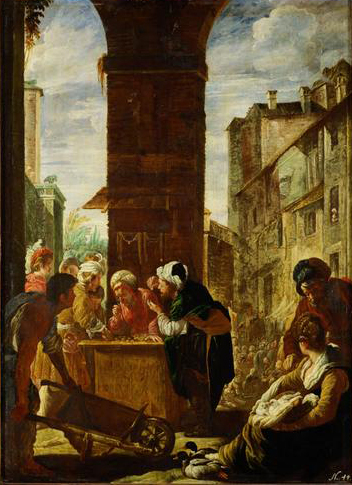
La Perla de Gran Precio, de Domenico Fetti, siglo XVII

Esta parábola se interpreta generalmente como una ilustración del gran valor del Reino de los Cielos. El teólogo E. H. Plumptre, en el Comentario del obispo anglicano Charles Ellicott, señala que:

...los caprichos del lujo en el imperio romano habían dado una importancia a las perlas, como artículo de comercio, que nunca habían tenido antes, y probablemente nunca han tenido desde entonces. Ellas, más que las esmeraldas y el zafiros, eran el ejemplo típico de todos los adornos más costosos;. La historia de Cleopatra y el hecho de que la apertura de un nuevo mercado de perlas fuera uno de los supuestos motivos que llevaron al emperador Claudio a invadir la  Britania, son indicios del valor que se daba entonces a las "buenas perlas" de la parábola".

El teólogo John Nolland señala igualmente que las perlas en aquella época tenían mayor valor que en la actualidad, y, por tanto, tiene un tema similar al de su compañera, la parábola del tesoro escondido. Nolland comenta que comparte con esa parábola las nociones de "buena fortuna y acción exigente para alcanzar el reino de los cielos", pero añade en este caso la noción de "búsqueda diligente".
La valiosa perla es el "trato de su vida"  para el mercader de la historia. Sin embargo, aquellos que no creen en el Reino de los Cielos lo suficiente como para apostar todo su futuro por él son indignos del reino.
Esta interpretación de la parábola es la inspiración de varios himnos, incluido el himno anónimo en   sueco Den Kostliga Pärlan (¡Oh, esa perla de gran precio!), que comienza así:

 
Oh, esa Perla de gran precio, ¿la has encontrado?
¿Es el Salvador supremo en tu amor?
Considéralo bien, antes de responder,
mientras esperas una bienvenida en el cielo.
¿Has renunciado a todo por este tesoro?
¿Has considerado las ganancias pasadas como una pérdida?
¿Has confiado en ti mismo y en tus méritos
Ante Cristo y su cruz, ¿ha quedado en nada?